# Otto Heidkämper
Otto Heidkämper (* 13. März 1901 in Lauenhagen; † 16. Februar 1969 in Bückeburg) war ein deutscher Offizier, zuletzt Generalleutnant im Zweiten Weltkrieg.

## Leben
Er wurde als Sohn eines Pfarrers aus Bückeburg geboren. Heidkämper diente als Offizier im Ersten Weltkrieg und wurde mit einigen Auszeichnungen geehrt. In der Wehrmacht diente Heidkämper im Zweiten Weltkrieg unter anderem als Chef des Generalstabes und kurzzeitig als Kommandeur der 4. Panzer-Division sowie als Chef des Generalstabes vom XXIV. Armeekorps als auch der Heeresgruppe Mitte. Im Jahre 1945 wurde Heidkämper zum Chef des Generalstabes der Heeresgruppe Nord ernannt.

## Auszeichnungen
- Eisernes Kreuz (1914) II. Klasse
- Eisernes Kreuz (1939) I. Klasse
- Spange zum Eisernen Kreuz II. Klasse
- Deutsches Kreuz in Gold am 7. März 1942
- Ritterkreuz des Eisernen Kreuzes am 8. Februar 1943[2][3]